# St. Wolfgang (Lengenwang)

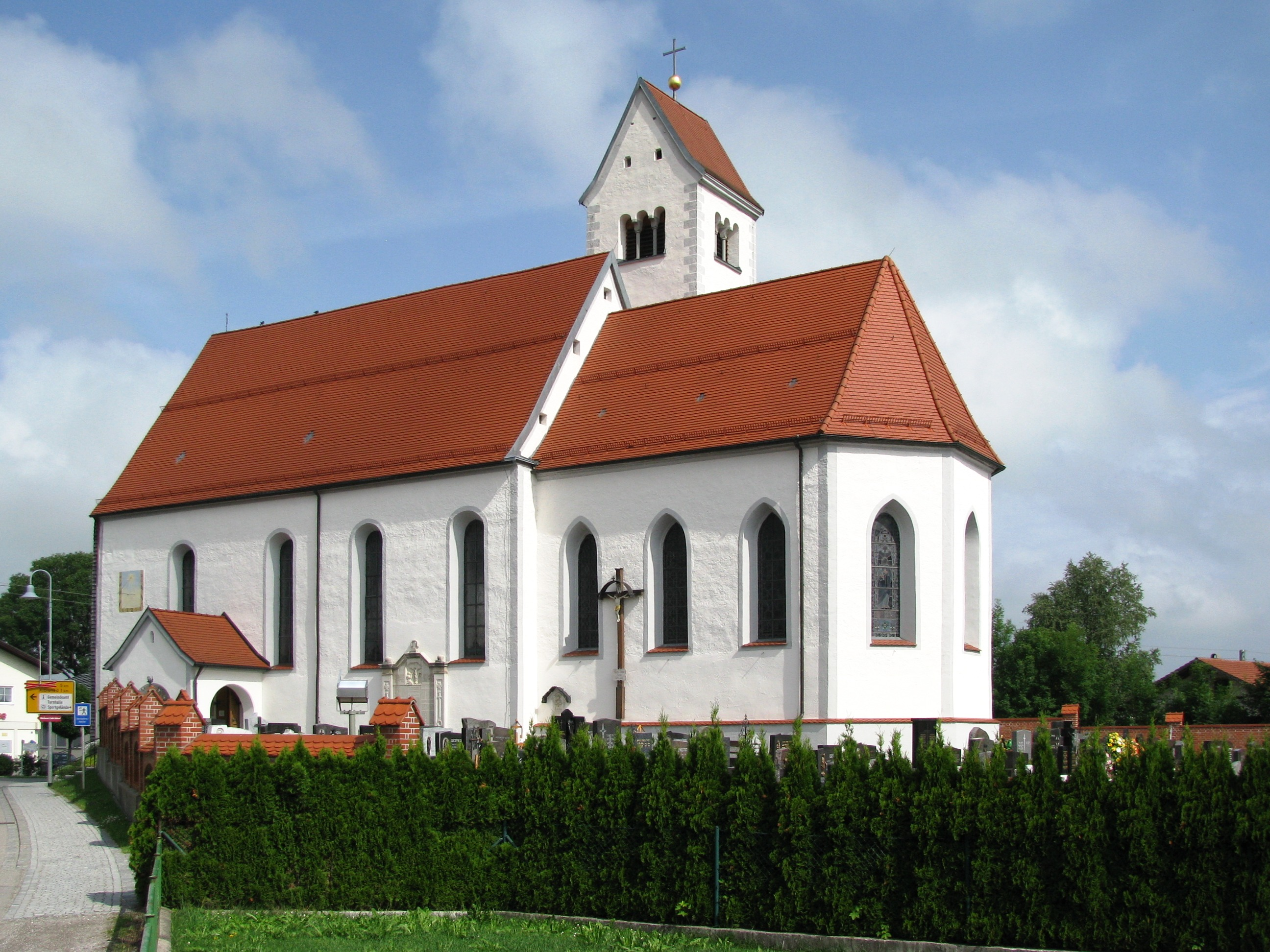
Kirche St. Wolfgang in Lengenwang

St. Wolfgang ist die katholische Pfarrkirche in Lengenwang, einer Gemeinde im schwäbischen Landkreis Ostallgäu. Das Bauwerk steht unter Denkmalschutz.

## Geschichte
Die erste urkundliche Nennung Lengenwangs stammt aus dem Jahr 1386. Im frühen 16. Jahrhundert existierte dort schon eine Wolfgangskapelle, für die Georg von Hohenfreyberg, wahrscheinlich im Zuge eines damals erfolgten Umbaus, im Jahr 1503 eine Kaplanei stiftete. Allerdings gehörte Lengenwang kirchlich zu Seeg. 1697 wurde ein eigener Geistlicher für Lengenwang eingesetzt und 1868 wurde die Pfarrei selbstständig.
Das Gotteshaus wurde 1610 mit einem neuen Turm versehen. Im 18. Jahrhundert wurde ein kompletter Umbau vorgenommen; ein im Jahr 1775 von Maurermeister Benedikt Nigg aus Füssen eingereichter Entwurf wurde bei diesem Umbau, der ab 1776 erfolgte, aber nur zu einem recht geringen Teil umgesetzt. 1791 wurde wiederum der Turm erneuert, 1872 das Langhaus ausgemalt.

## Ausstattung
Die Hauptfigur des Hochaltars stellt den heiligen Wolfgang mit dem für diesen Heiligen typischen Kirchenmodell dar. Flankiert wird er von der heiligen Afra und dem heiligen Silvester, über ihm befindet sich das Bild des heiligen Magnus.
Links im Chorraum befinden sich Figuren des heiligen Franz Xaver, der heiligen Anna und des heiligen Florian, rechts Figuren des heiligen Johannes Nepomuk, des heiligen Joachim und des heiligen Sebastian.
Das Deckengemälde im Chor aus dem Jahr 1776 stellt die Anrufung des heiligsten Altarsakramentes durch die vier Erdteile dar, die Wände des Chorraums sind mit Anrufungen Mariä geschmückt.
Die Seitenaltäre stehen im Kirchenschiff. Der eine zeigt den heiligen Josef mit einem Bild des heiligen Michael, der andere zeigt Maria mit dem Bild eines kleinen Schutzengels.

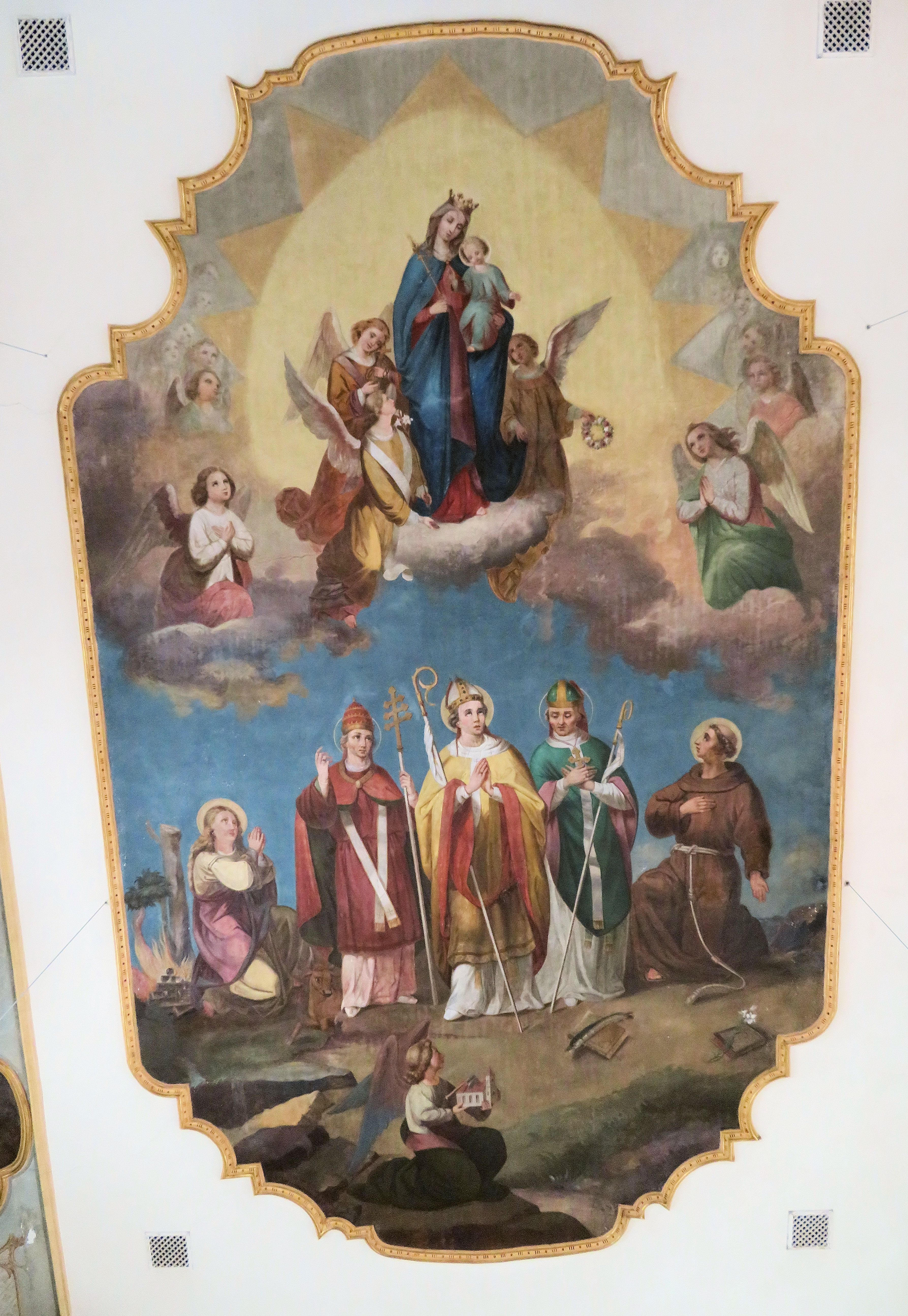
Deckengemälde im Langhaus

Das vordere Deckengemälde zeigt Jesus als Kinderfreund, das mittlere Maria in der Glorie mit den Heiligen Wolfgang, Ulrich, Afra, Silvester und Antonius. Im Rund des Schiffes sind Bilder aus dem Leben Wolfgangs, die Symbole der Evangelisten sowie Pelikan und Phönix zu sehen, auf den Emporenbildern Christus und Magdalena, die Verklärung, die Flucht nach Ägypten und David und Cäcilia.
Über einem Votivbild mit der Inschrift „Johann Unsinn beneficiat zu Lengenwang, nach dem er von den Schwöden gefangner zu Kempten durch die Iller auf einem Fillen gesprengt wurde, verlobet sich zu S. Wolffgang, und entrinnet aller Todtsgefahr. Renovirt 1762.“ befinden sich eine weitere Darstellung des heiligen Wolfgang und ein Marienbild. Das Votivbild ist vor allem deswegen interessant, weil es eine zeitgenössische Darstellung der Stadt Kempten samt der alten Illerbrücke enthält.
Eine der Glocken im Kirchturm trägt die Inschrift „Ex dono Iosephi Bellmond et sororum 1776“ und die Gießermarke „Ioseph Arnold“. Weitere Glocken stammen aus den Jahren 1832, 1834 und 1876, zwei davon stammen von Anton Blettl in Augsburg.

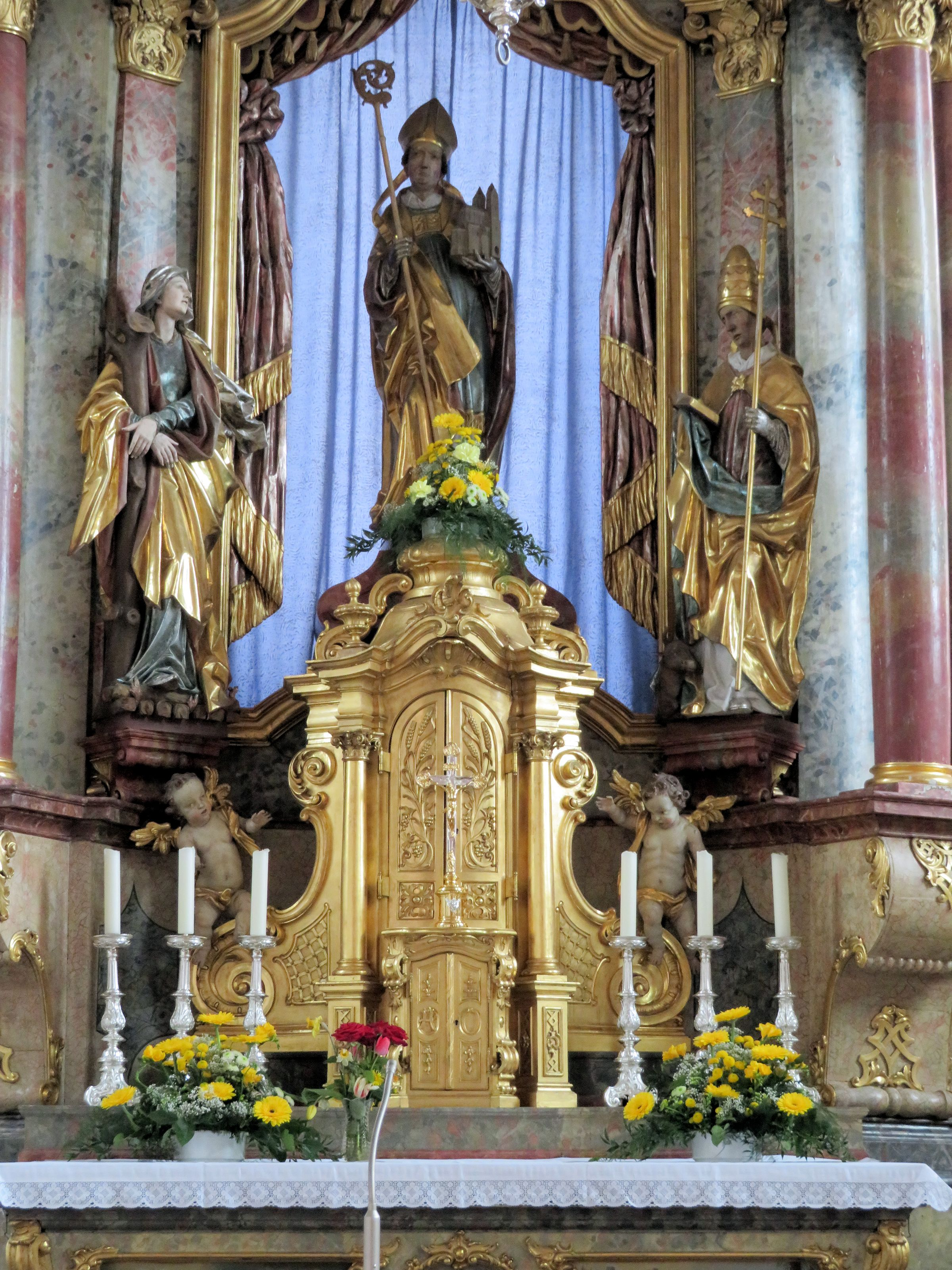
Figuren des Hauptaltars
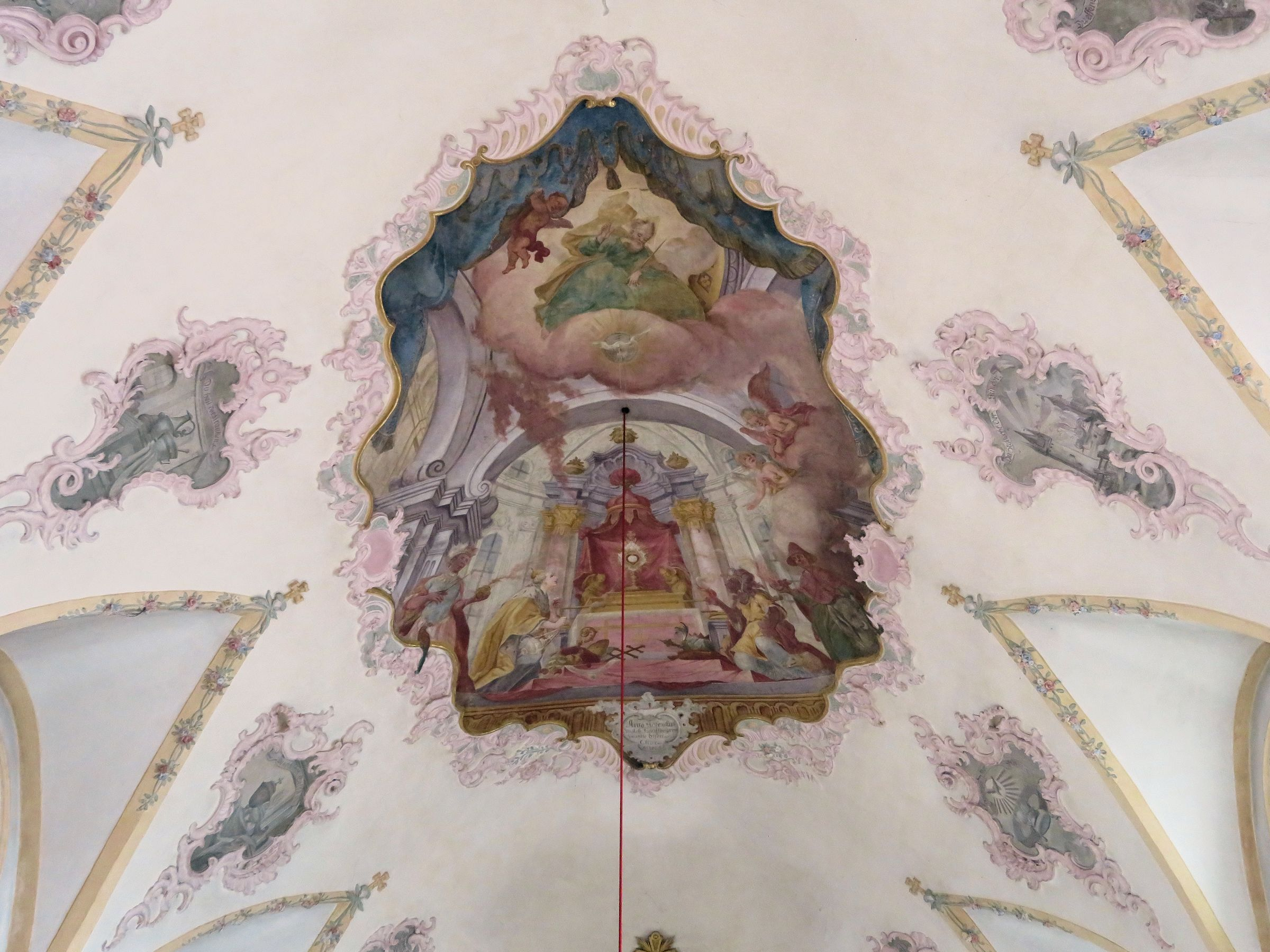
Deckengemälde im Chor
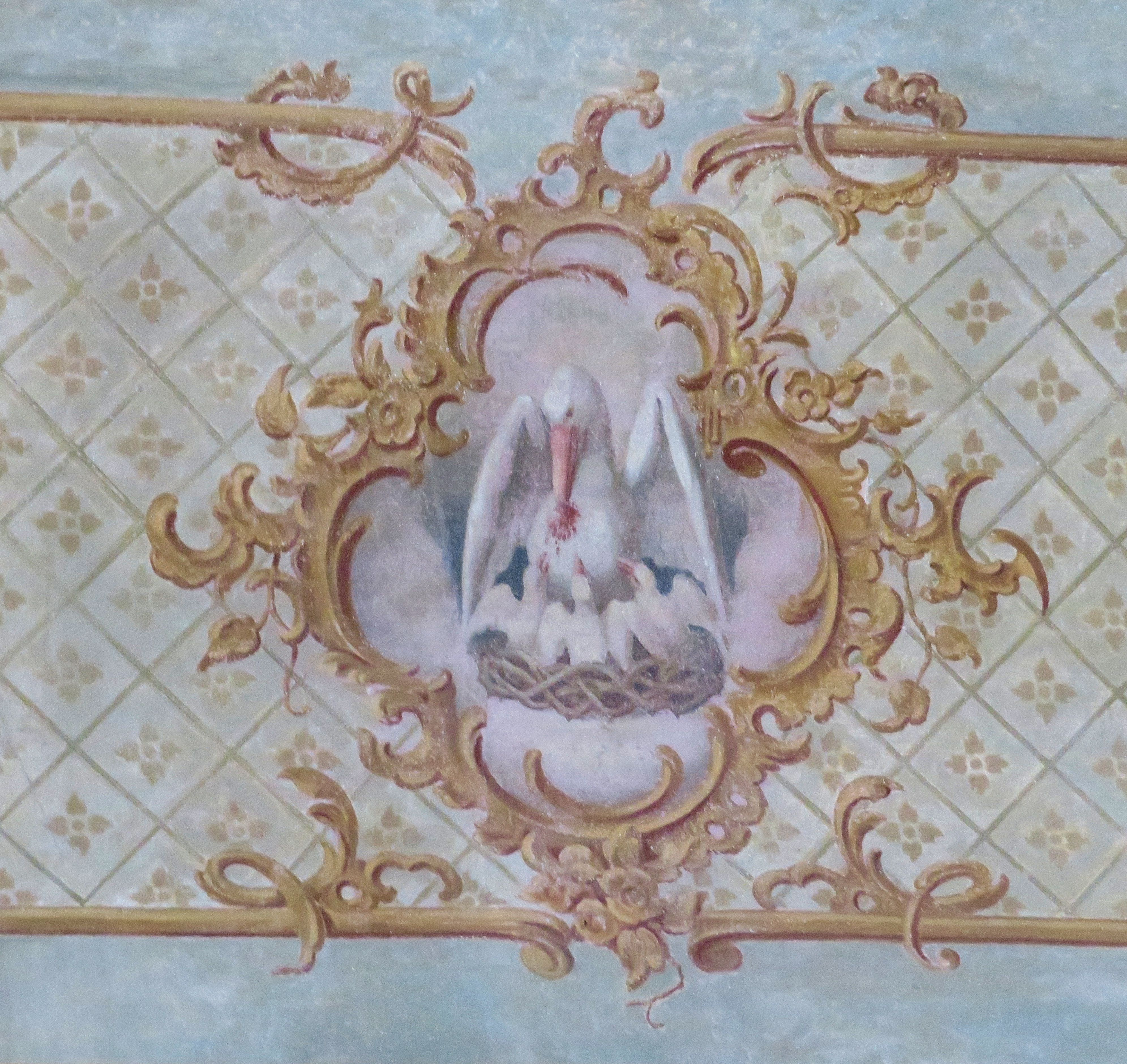
Pelikan
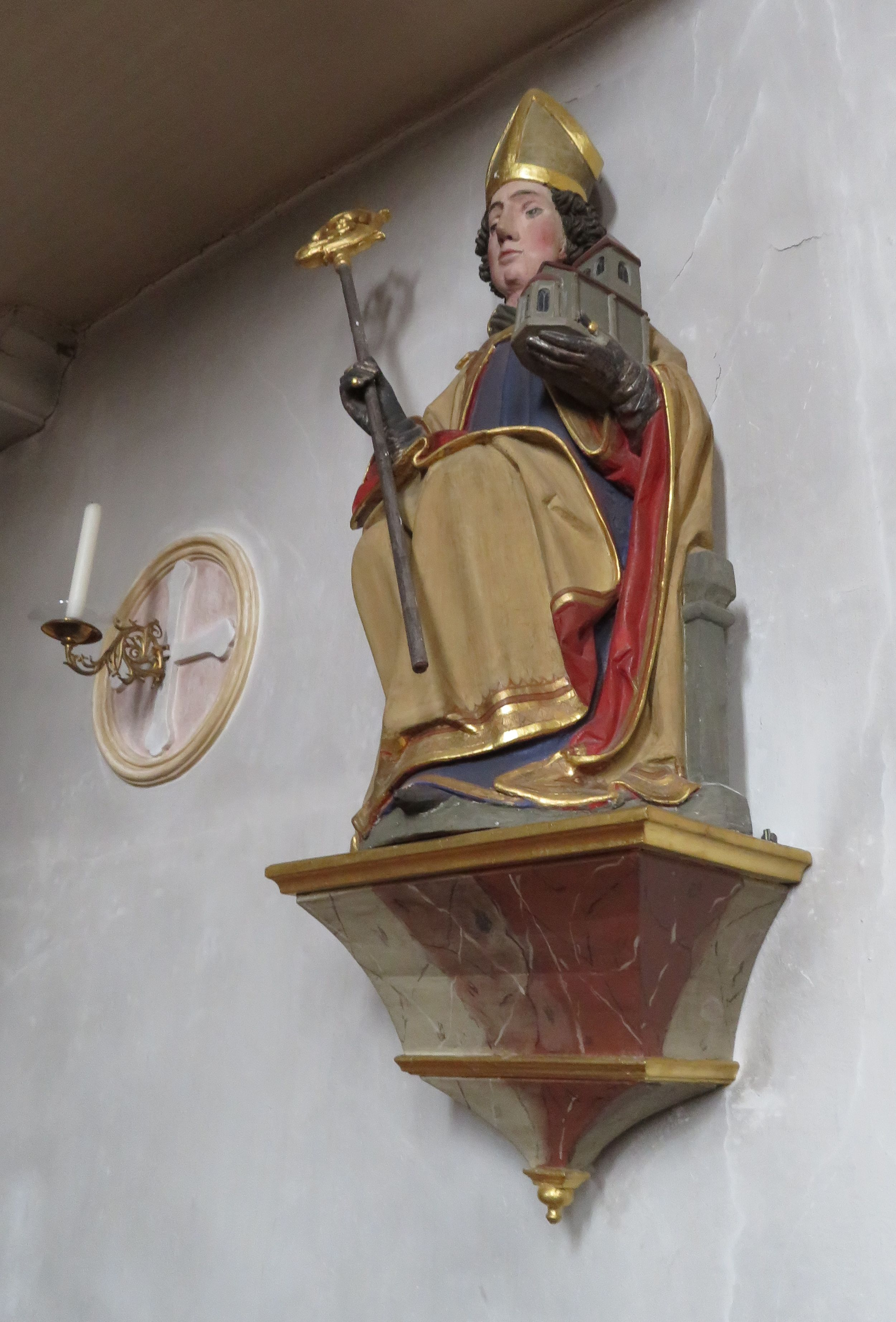
Figur des heiligen Wolfgang
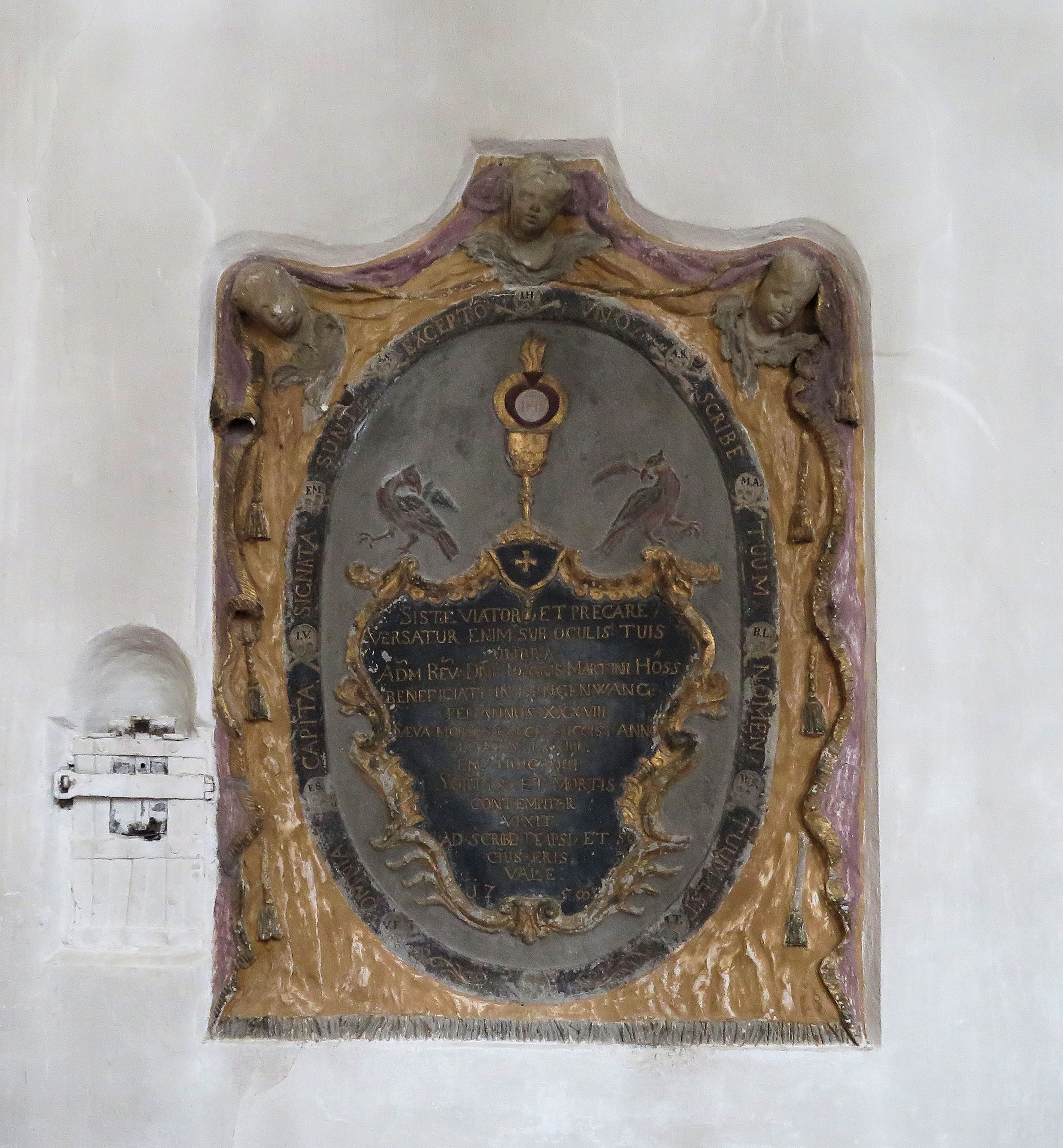
Epitaph